# 庶吉士

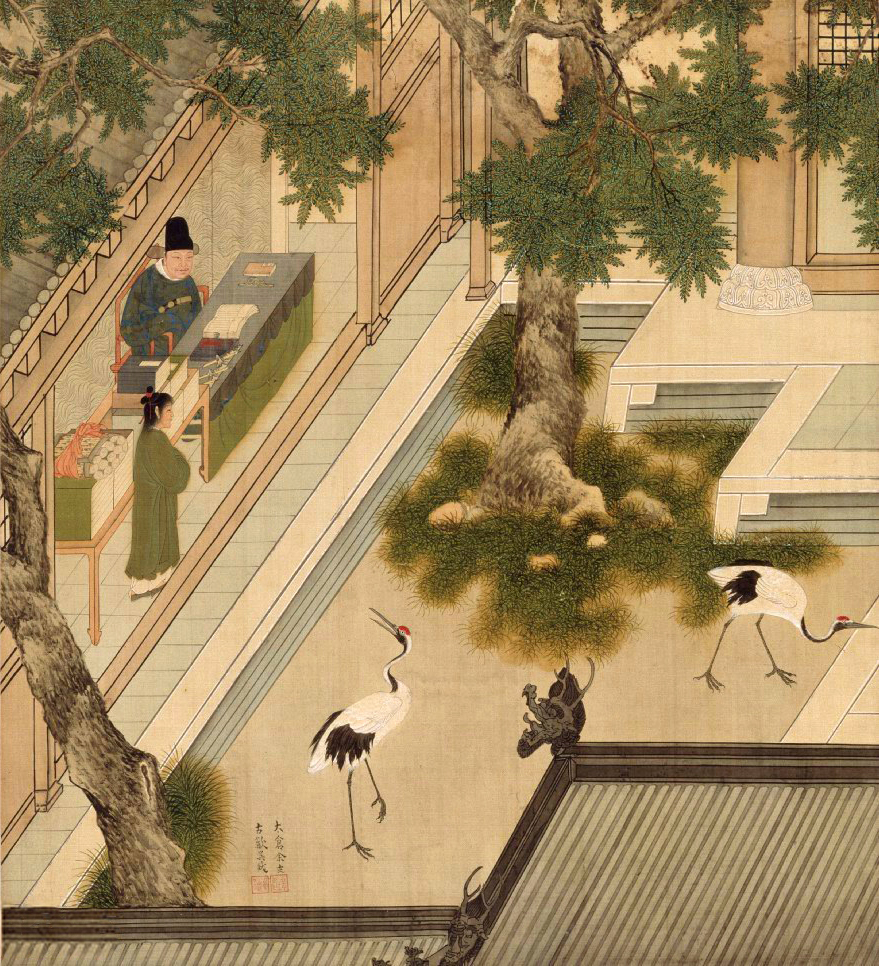
明萬曆《徐顯卿宦跡圖·中秘讀書》表現的庶吉士徐顯卿在翰林院讀書的場景

庶吉士，亦稱庶常，名稱源自《书经·立政》篇中“庶常吉士”之意，是中國明、清兩朝時翰林院內的短期職位，由科舉進士中選擇有潛質者擔任，目的是使其可先於翰林院內學習，之後再授予各種官職，情況有如今天的見習生或研究生。

## 沿革
明太祖洪武十八年（1385年）時開始此制，選進士於六部諸司及翰林院之下觀政。翰林院、承敕監等近傍衙門之下者稱庶吉士，六部之下者稱觀政進士，行人司下設行人。之後觀政集中至翰林院就學於文淵閣。庶吉士考选之后“有办事者，有读书者，有修书者”。三年学成，績优者留翰林院为编修、检讨，次者出为给事、御史，稱之為“散馆”。明英宗以後慣例，科舉進士一甲狀元、探花、榜眼，授予翰林修撰、編修。另外從二甲、三甲中，選擇年輕而才華出眾者入翰林院任庶吉士，稱為「選館」。庶吉士分翰林、六科兩等。
有學者認為明朝庶吉士應無薪俸。由於庶吉士並未授職，自然沒有品第，也應該是沒有俸祿的，即使政府另有給養，也只應視為生活補貼。明代的翰林為朝廷儲備高才之地。明英宗後有慣例：“非進士不入翰林，非翰林不入內閣。”故此庶吉士號稱「儲相」，成為庶吉士的都有機會平步青雲。清朝時漢人大臣中，亦多出於庶吉士。

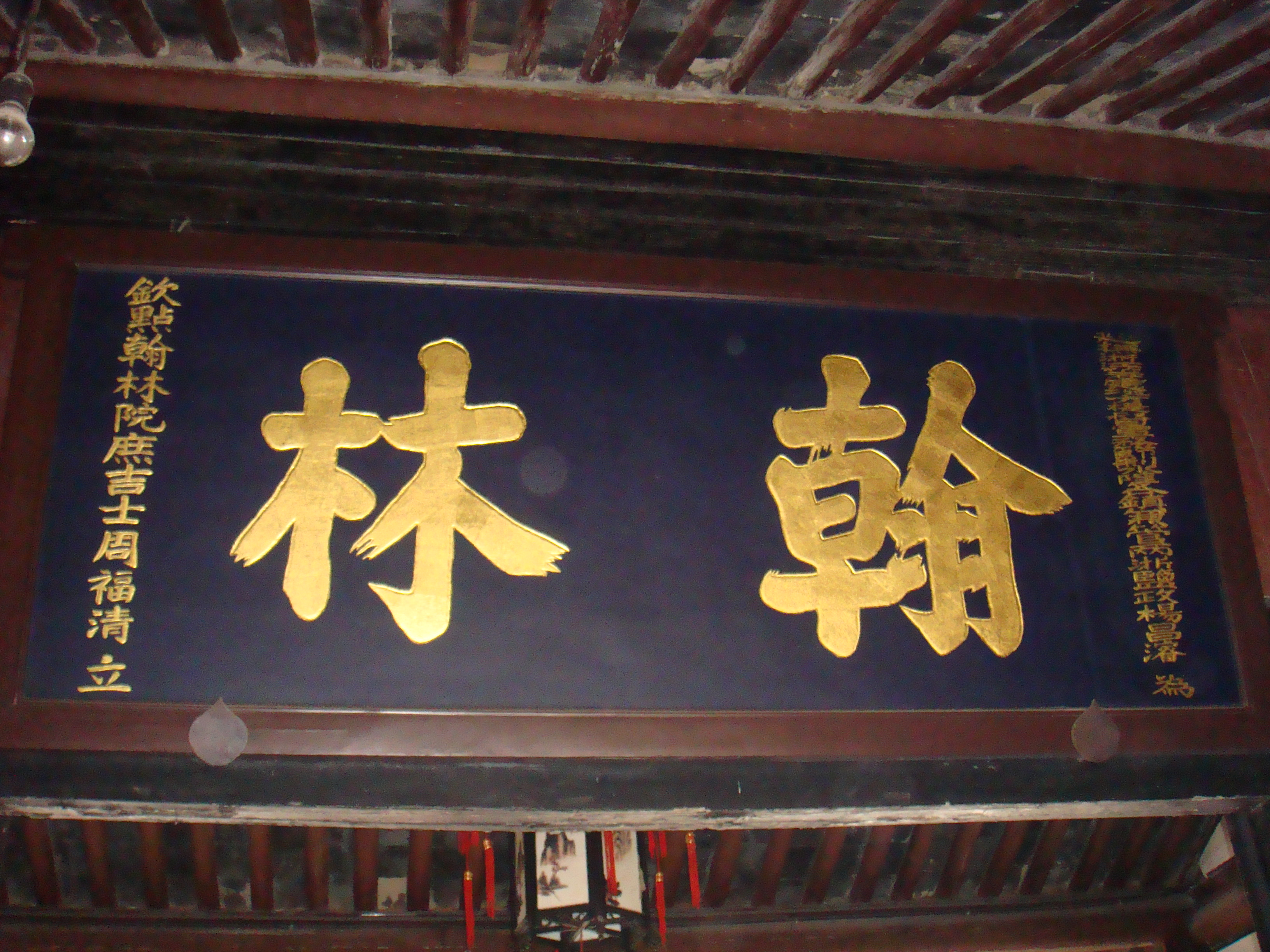
魯迅祖父周福清曾任庶吉士，其故居今存之“翰林”匾額

清雍正以後，選館更為嚴格，由皇帝主持之朝考決定。庶吉士一般為期三年，期間由翰林院內經驗豐富者為教習，授以各種知識。三年後，在下次會試前進行考核，稱「散館」。成績優異者留於翰林，授編修或檢討，正式成為翰林，稱「留館」。其他則被派往六部任「主事行走」、「御史行走」，或者外派各地方任官，通常是知縣，此類庶吉士亦有“半個翰林”之稱。